# Taenaris acosmeta
Taenaris acosmeta är en fjärilsart som beskrevs av Brooks 1944. Taenaris acosmeta ingår i släktet Taenaris och familjen praktfjärilar. Inga underarter finns listade i Catalogue of Life.